# Entrammes
Entrammes é uma comuna francesa na região administrativa da Pays de la Loire, no departamento de Mayenne. Estende-se por uma área de 26,12 km². Em 2010 a comuna tinha 2 309 habitantes (densidade: 88,4 hab./km²).
Fica à 12 quilometros ao sul da capital Laval
Nesta comuna tem as famosas Termas galo-romanas e a lindissima Abadia Trapista Notre-Dame Port du Salut (Nossa Senhora Porto da Salvação).
No seu território passam bem très rios: Mayenne, Jouanne e Ouette.

## Imagens

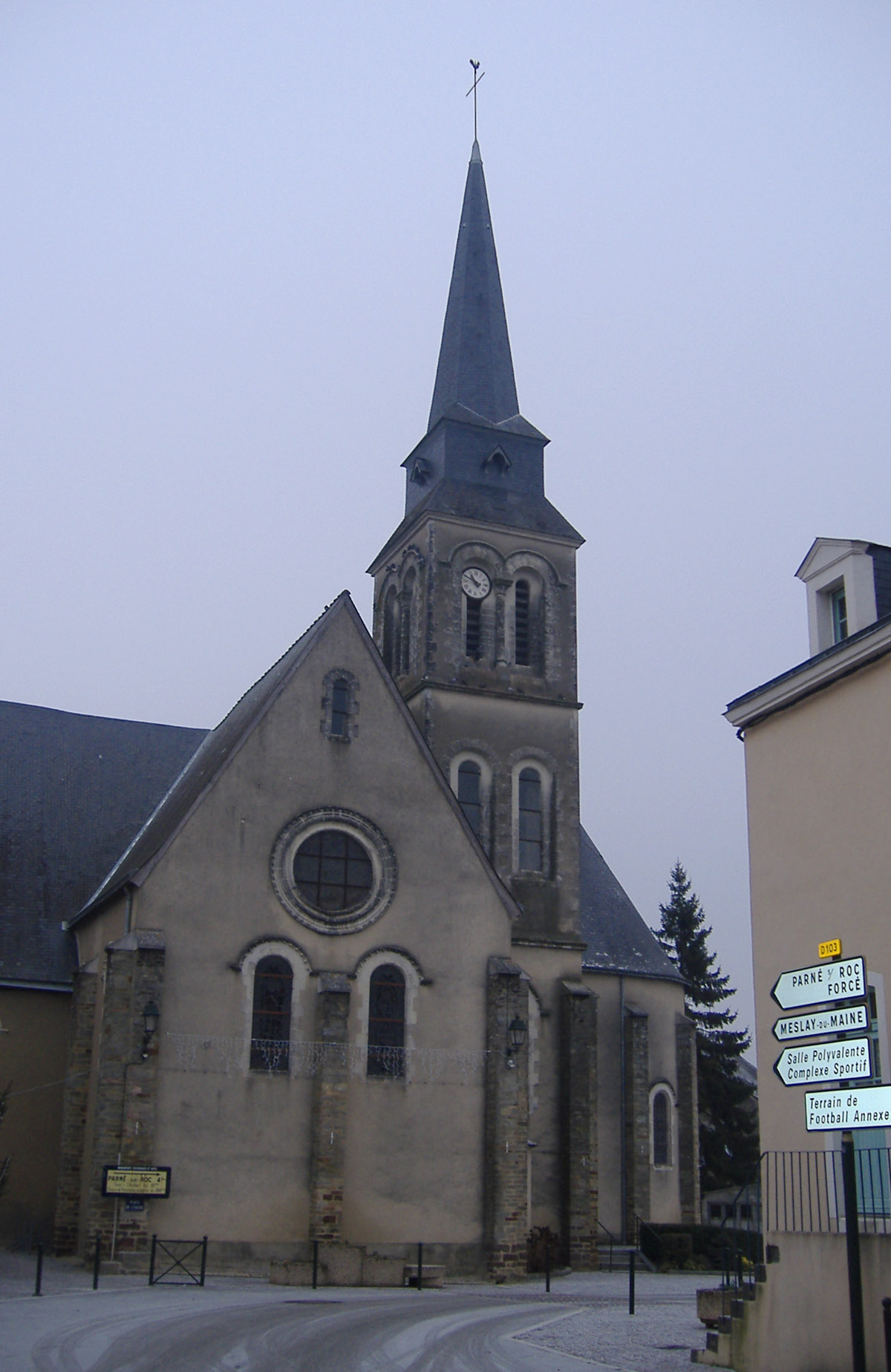
Igreja paroquial de santo Estêvão
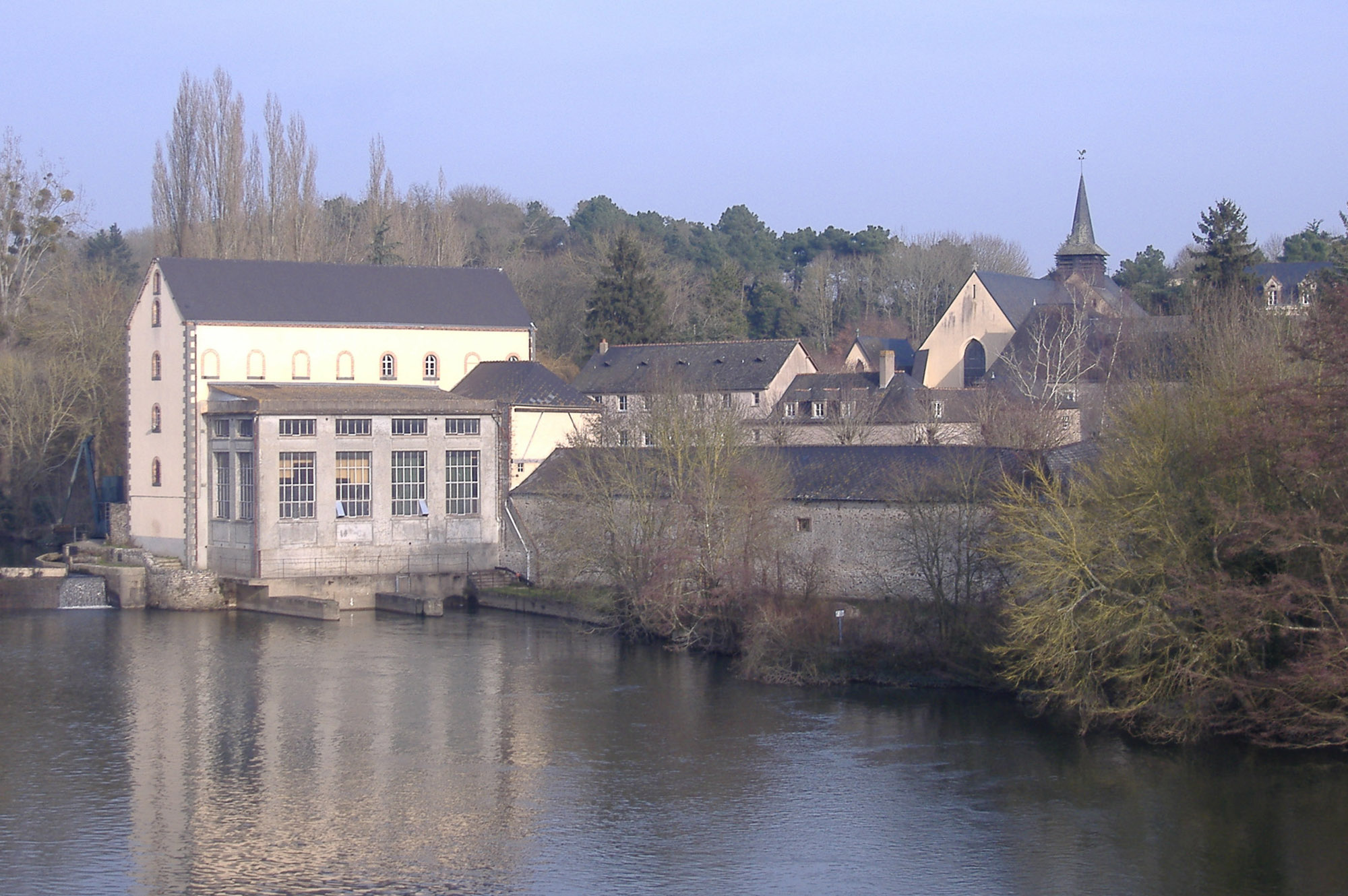
A Abadia Notre Dame Port du Salut
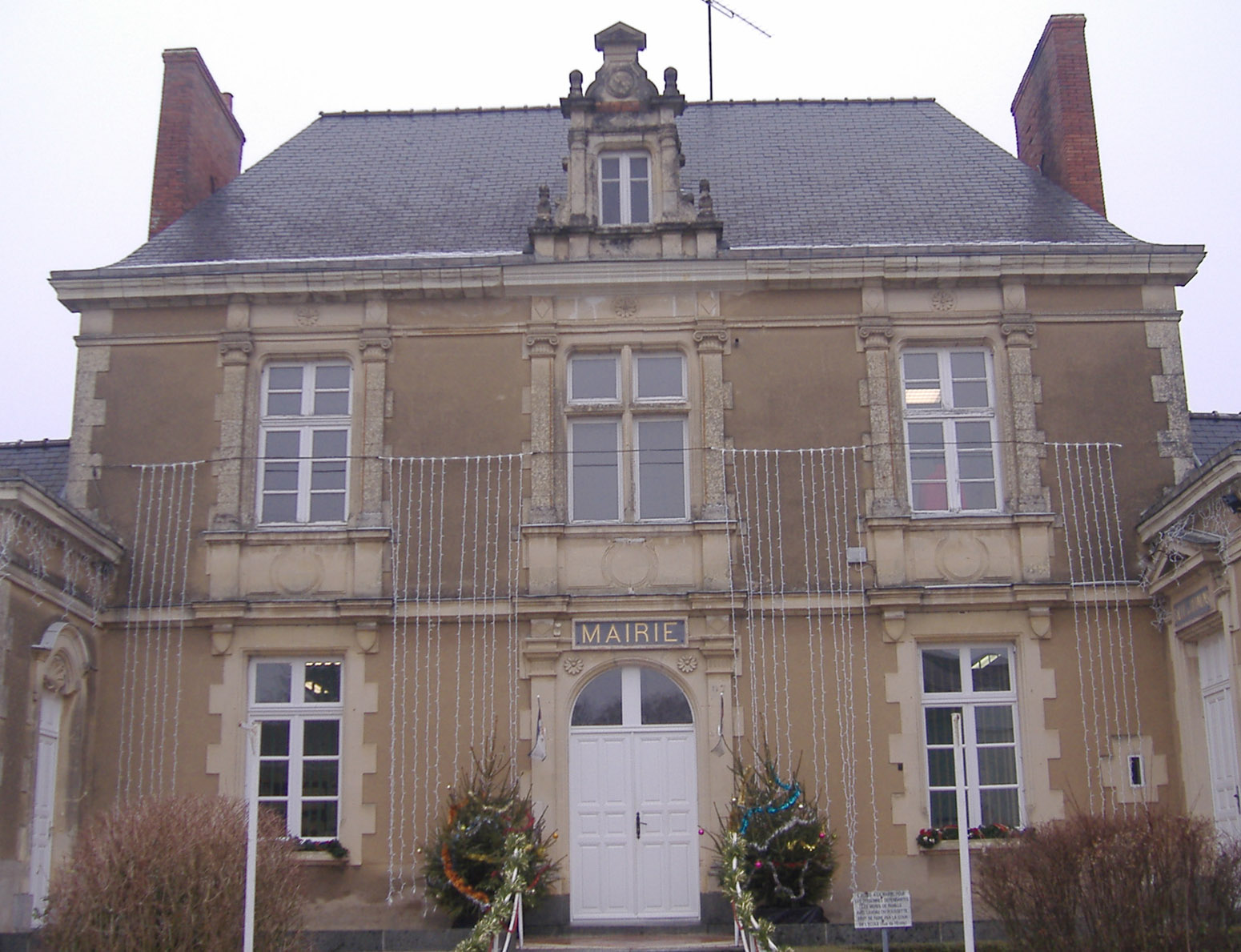
O velho Palácio municipal de Entrammes

## Conexões externas
- Site da Abadia N.D. Port du Salut